# Сарматский смешанный лес
Сарматский смешанный лес (от слова Сарматия) — типичный для севера Европы экорегион. Он состоит из смешанных умеренных и бореальных лесов, наиболее известным примером подобного леса является Беловежская пуща. Больше всего распространён сарматский смешанный лес в Скандинавии, Прибалтике и Финляндии, а также на севере России и Белоруссии.

## Описание
Регион в основном состоит из смешанных лесов, в нём преобладает дуб черешчатый, ель обыкновенная (перестаёт расти по направлению к югу из-за недостаточной влажности) и сосна обыкновенная (преимущественно в сухих местах).

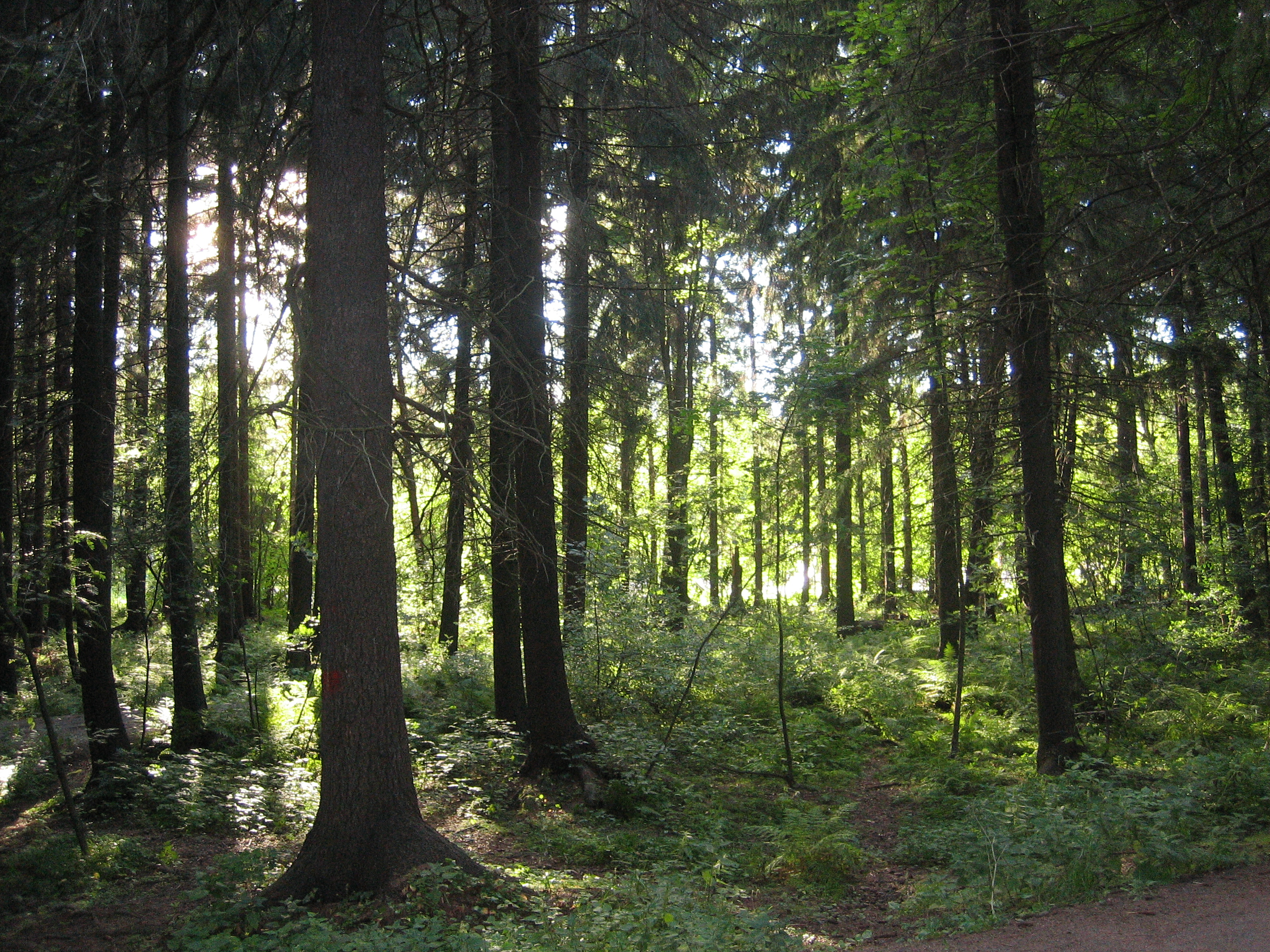
Сарматский смешанный лес с доминирующими хвойными деревьями в южной Финляндии